# عملیات ۱۴۰۴ موساد در ایران
در خرداد ۱۴۰۴، اسرائیل یک کارزار اطلاعاتی و نظامی را در اعماق خاک ایران هماهنگ کرد و خرابکاری مخفیانه با پهپاد توسط موساد را با حملات هوایی گسترده نیروی هوایی اسرائیل به زیرساخت‌های موشکی زمین به زمین ایران ترکیب کرد. عملیات مخفیانه موساد، آغاز حملات ۱۴۰۴ اسرائیل به ایران را ممکن ساخت. این اولین بار است که مقامات اسرائیلی به اداره یک پایگاه مخفی پهپاد در داخل ایران اذعان می‌کنند. مأموران موساد پهپادهای انفجاری را که برای از کار انداختن موشک‌اندازها و پدافند هوایی استفاده می‌شدند، قاچاق و مونتاژ کرده بودند. بمباران هوایی که پس از آن انجام شد، ده‌ها لانچر موشک‌های زمین به زمین، انبارهای تسلیحاتی و سایت‌های فرماندهی سپاه پاسداران انقلاب اسلامی را در مناطق مختلف هدف قرار داد. این عملیات‌ها در مجموع، تشدید قابل توجهی در درگیری طولانی‌مدت و پنهان بین اسرائیل و ایران را نشان دادند و مدل جدیدی از جنگ ترکیبی را ارائه دادند که جاسوسی، خرابکاری و قدرت هوایی قابل توجهی را در هم می‌آمیزد.

## پایگاه پهپاد موساد و عملیات قاچاق

### شبکه اطلاعاتی و تشکیلاتی
در اواخر سال ۱۴۰۳ و اوایل سال ۱۴۰۴، موساد مخفیانه قطعات و مهمات پهپاد، از جمله صدها پهپاد کوادکوپتر، را با استفاده از چمدان، کامیون و کانتینر به ایران قاچاق کرد و در نهایت آنها را در محل نزدیک تأسیسات نظامی کلیدی مونتاژ نمود. این عملیات همچنین شامل کماندوها و انبارهای سلاح‌های هدایت‌شونده دقیق بود که در نزدیکی سیستم‌های دفاع هوایی ایران و سایت‌های پرتاب موشک‌های بالستیک قرار داده شده بودند.

### نقش عملیاتی در خرداد ۱۴۰۴
با شروع حملات هوایی اسرائیل در۲۳ و ۲۴ خرداد، تیم‌های پهپادی تحت کنترل موساد، باتری‌های پدافند هوایی را خنثی کرده و لانچرهای متحرک SSM را قبل از اینکه بتوانند درگیر شوند، رهگیری کردند. مقامات اشاره کردند که پهپادها «موشک‌اندازهایی را که به سمت اسرائیل نشانه رفته بودند، منهدم کردند» که به‌طور قابل توجهی توانایی‌های واکنش فوری ایران را کاهش داد.

### اهمیت استراتژیک
این کارزار خرابکاری پیشگیرانه برای عملیات هوایی کلی اسرائیل اساسی بود و عملاً توانایی ایران برای تلافی را کند کرد و پرتاب موشک‌ها را از ۱۰۰۰ موشک پیش‌بینی‌شده به تقریباً ۲۰۰ موشک کاهش داد. این عملیات یک تغییر اساسی را رقم زد: بازوی اطلاعاتی اسرائیل در عمق خاک ایران فعالیت می‌کرد و استفاده نوآورانه از ریزپهپادها و شبکه‌های مخفی را به نمایش می‌گذاشت.

## حملات هوایی اسرائیل به زیرساخت‌های موشک‌های زمین به زمین (SSM)

### اهداف و اجرا
بین ۲۳ تا ۲۵ خرداد ۱۴۰۴، نیروی هوایی اسرائیل حملات هوایی هماهنگی را علیه تأسیسات موشکی ایران انجام داد. پیگیری مستقیم عملیات پهپادی شامل موارد زیر بود:
- حملات به «ده‌ها پرتابگر سامانه‌های موشکی SSM» - سامانه‌های شهاب، دزفول و سجیل - در سراسر کرمانشاه، تبریز، اصفهان و تهران.
- بمباران انبارهای زیرزمینی و سکوهای پرتاب مستحکم، با تصاویر نشان‌دهنده آسیب ساختاری قابل توجه به زیرساخت‌های موشکی.[۱۱][۱۲]

### مقیاس و تأثیر
منابع تأیید می‌کنند که جت‌های اسرائیلی، با پشتیبانی نظارت موساد، پنج موج حمله را اجرا کردند که شامل حدود ۲۰۰ هواپیما بود و به بیش از ۱۰۰ هدف نظامی و هسته‌ای حمله کردند. تحلیل‌های ماهواره‌ای و مستقل نشان می‌دهد که حداقل ۳۰ پرتابگر موشک و سه انبار موشک منهدم شده و چهار فرمانده سپاه کشته شده‌اند.

## اهمیت استراتژیک و تاکتیکی
خرابکاری هماهنگ پهپادها و حملات هوایی، قابلیت‌های پرتاب موشک‌های ایران را به میزان قابل توجهی کاهش داد و عملاً موازنه استراتژیک قدرت هوایی را به نفع اسرائیل تغییر داد. این عملیات، مرحله جدیدی را در همکاری نظامی بین سازمانی رقم زد و جمع‌آوری اطلاعات مخفی، نفوذ و تعیین دقیق هدف توسط موساد را به‌طور یکپارچه با ظرفیت نیروی هوایی اسرائیل برای حملات دوربرد و پرقدرت ادغام کرد. نتیجه، یک حمله عمیقاً هماهنگ بود که قادر به نفوذ به خاک به شدت محافظت‌شده ایران با حداقل هشدار بود. فراتر از موفقیت تاکتیکی، این کمپین تحول گسترده‌تری را در ماهیت جنگ مدرن برجسته کرد و نشان داد که چگونه می‌توان از پلتفرم‌های پهپادی کم‌هزینه و چابک به عنوان تقویت‌کننده نیرو برای از کار انداختن زیرساخت‌های حیاتی و هموار کردن راه برای حملات هوایی متعارف استفاده کرد. گزارش‌ها حاکی از آن است که این پهپادها تقریباً ۸۰۰ پرتاب موشک احتمالی را مختل کردند و اقدام تلافی‌جویانه ایران را از ۱۰۰۰ پرتاب احتمالی به حدود ۲۰۰ پرتاب کاهش دادند این تلفیق قابلیت‌های نامتقارن و سنتی، به الگوی جدیدی در برنامه‌ریزی نظامی استراتژیک اشاره دارد که در آن، دارایی‌های پنهان و آشکار برای حداکثر تأثیر عملیاتی، در زمان واقعی هماهنگ می‌شوند.